# Gilching

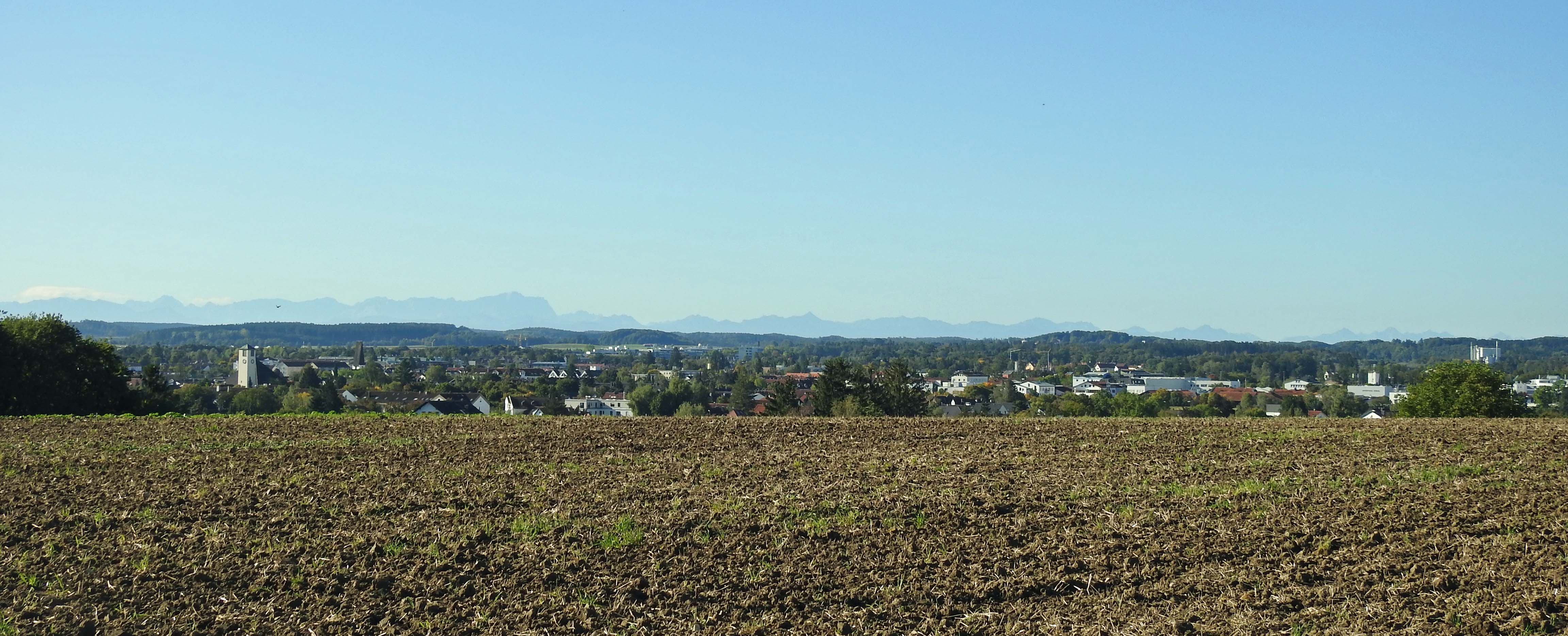
Gilching von Norden

Gilching ist eine Gemeinde im oberbayerischen Landkreis Starnberg. Sie liegt etwa 20 Kilometer von München entfernt und hat 19.039 Einwohner (Stand 30. Juni 2024).

## Geographie
Die Gemeinde liegt in der Moränenlandschaft des Voralpengebietes am Rande des Fünfseenlandes.
Es gibt elf Gemeindeteile (in Klammern ist der Siedlungstyp angegeben):
- Argelsried (Kirchdorf)
- Geisenbrunn (Kirchdorf)
- Gilching (Pfarrdorf)
- Neugilching (Dorf)
- Rottenried (Siedlung)
- Sankt Gilgen (Dorf)
- Steinberg (Gut)
- Steinlach (Weiler)
- Talhof (Einöde)
- Waldhof (Einöde)
- Wiesmath (Weiler)

Es gibt die Gemarkungen Argelsried und Gilching.

## Namensherkunft
Der Name leitet sich aus dem Althochdeutschen ab. Als die germanisch-bajuwarischen Nachfolger der Römer im 6. Jahrhundert den Gilchinger Raum besiedelten, nannten sie ihren Ort Kiltoahinga (so der älteste Beleg im frühen 9. Jahrhundert), was von einem Personennamen wie Geldiko abgeleitet ist (vermutlich nach einem Sippenältesten benannt). Der Name wandelte sich im Laufe der Jahrhunderte von Kiltoahinga bis zum heutigen Ortsnamen Gilching.

## Geschichte

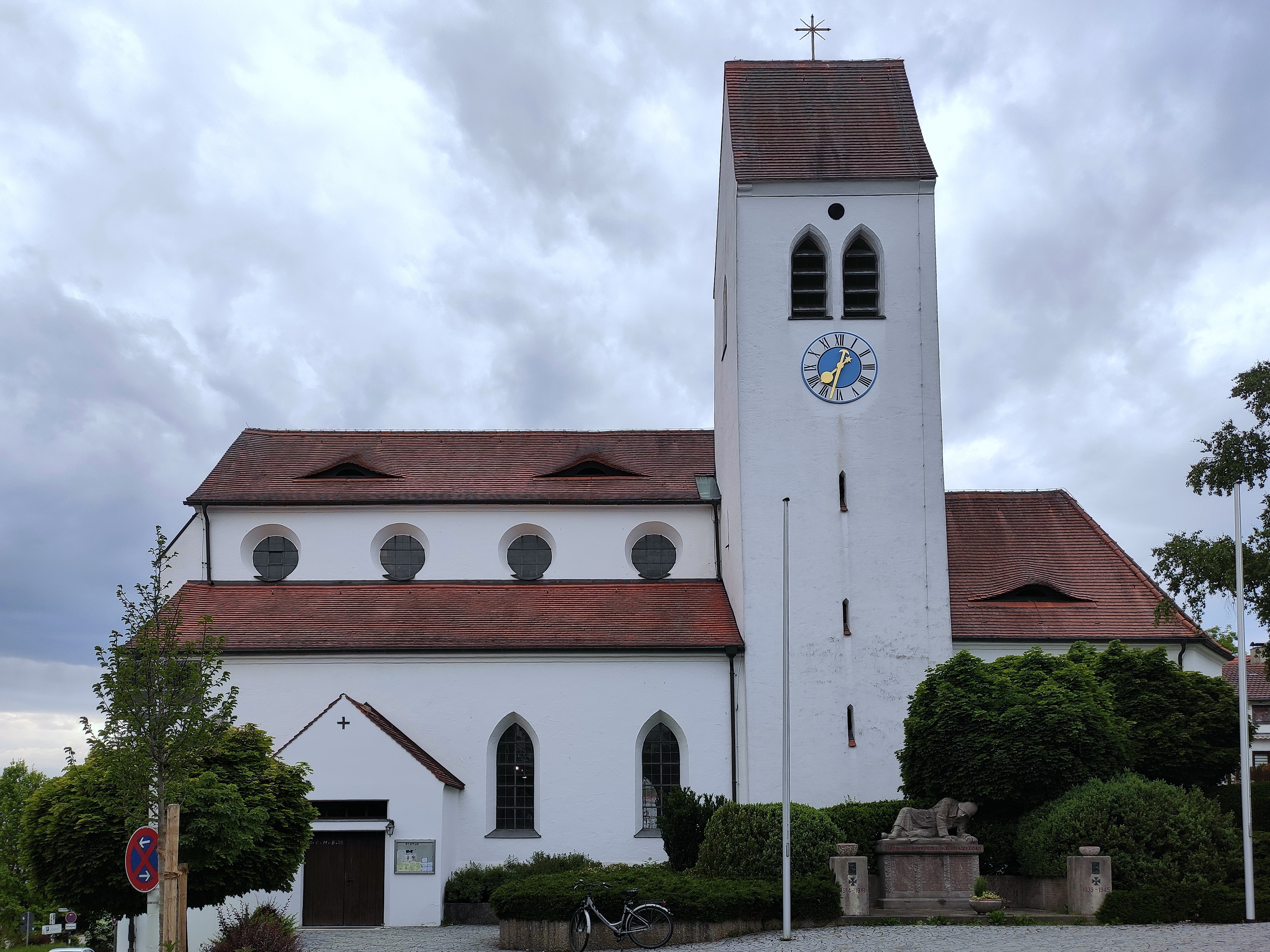
Die denkmalgeschützte Pfarrkirche St. Vitus

Um 450 v. Chr. wurde die Region durch den keltischen Volksstamm der Vindeliker besiedelt. Erstmals urkundlich erwähnt und dadurch schriftlich nachweisbar ist der Ort Gilching in einer Schenkungsurkunde aus dem Jahre 804, und zwar als „Kiltoahinga“. Nach dem Text der Urkunde übergibt Reginhart, Gaubevollmächtigter und Verwalter des königlichen Landbesitzes, seine Liegenschaften in den Orten Pettenbach und Glonn dem Kloster „Slechdorf“, heute Schlehdorf. Diese Schenkung ist vollzogen worden am 4. September im Jahre 804, verhandelt im königlichen Dorf Kiltoahinga im vierten Regierungsjahr des Kaisers Karl.
Gilching gehörte später zum Rentamt München und zum Landgericht Starnberg des Kurfürstentums Bayern. Im Zuge der Verwaltungsreformen in Bayern entstand mit dem Gemeindeedikt von 1818 die heutige Gemeinde.

### Eingemeindungen
Im Zuge der Gebietsreform in Bayern wurde am 1. Mai 1978 die Gemeinde Argelsried eingegliedert.

### Einwohnerentwicklung
Zwischen 1988 und 2018 wuchs die Gemeinde von 13.421 auf 18.993 um 5.572 Einwohner bzw. um 41,5 %.
| Jahr:      | 1840 | 1925  | 1939  | 1950  | 1961  | 1970  | 1987   | 1991   | 1995   | 2005   | 2010   | 2015   | 2024   |
| Einwohner: | 725  | 1.763 | 2.561 | 5.119 | 6.410 | 8.345 | 12.913 | 14.005 | 15.056 | 16.978 | 17.445 | 18.340 | 19.039 |

## Politik

### Dorfführer, Ortsvorsteher und Bürgermeister vor 1945
Die Aufzeichnungen zu den Gemeindevorstehern und Bürgermeistern vor 1945 sind lückenhaft und unvollständig. Die früheste aktuell bekannte Aufzeichnung geht bis ins Jahr 1808 zurück. Quelle dafür ist Peter Iohns „Landschafts- und Dorfgeschichte der Gemeinde Gilching und Umgebung“ aus dem Jahr 1975. Um 1808 nannte sich der erste Mann im Ort noch Dorfführer, ab 1850 Vorsteher. 1869, mit der Wahl Johann Schneiders, wurde erstmals vom Bürgermeister gesprochen.
| Amtszeit  | Bürgermeister    | Partei |
| --------- | ---------------- | ------ |
| um 1808   | Michael Högner   | n/a    |
| um 1850   | Johann Egold     | n/a    |
| 1853–1857 | Simon Bichler    | n/a    |
| 1857–1860 | Johann Egold     | n/a    |
| 1860–1869 | Georg Högner     | n/a    |
| 1869–1876 | Johann Schneider | n/a    |
| 1876–1900 | Ernst Anton      | n/a    |
| 1900–1909 | Johann Schneider | n/a    |
| 1900–1925 | Benno Ruhdorfer  | n/a    |
| 1935–1945 | Josef Metz       | n/a    |

### Erste Bürgermeister nach dem Zweiten Weltkrieg
Nach dem Zweiten Weltkrieg hatte Gilching bislang sieben Erste Bürgermeister. Direkt nach dem Krieg übernahm Johann Simon (CSU) das Amt des Bürgermeisters. Er wurde von der amerikanischen Besatzung kommissarisch bis zur ersten Wahl, die am 27. Januar 1946 stattfand, eingesetzt. Simon wurde zum 1. Bürgermeister gewählt. Von 1948 bis 1956 leitete Josef Bartl (SPD) die Amtsgeschäfte. 1956 wurde Johann Krammer (Überparteiliche Wählergruppe – ÜP) sein Nachfolger, der insgesamt 16 Jahre die Geschicke der Gemeinde leitete, ehe er 1972 von Heinrich Will (CSU) abgelöst wurde. Mit insgesamt 18 Jahren im Amt ist Will bis heute Rekordhalter. 1990 löste damals überraschend der bis dahin weitgehend unbekannte Hans Ostermair (Bürgerschaft) Heinrich Will ab. 1991 trat Ostermair zu den Freien Wählern (FW) über, die von da an bis 2008 ununterbrochen das Amt des Bürgermeisters bekleiden sollten. 1996 folgte Thomas Reich auf Ostermair, der sich entschieden hatte für das Amt des Landrats zu kandidieren, dabei aber nicht erfolgreich war. Reich wurde 2002 mit großer Mehrheit schon im ersten Wahlgang wiedergewählt und trat 2008 wieder an. Im ersten Wahlgang scheiterte er allerdings mit 25 % der Stimmen. Ausschlaggebend dafür war wohl sein Einsatz für die verstärkte Nutzung des Flughafens Oberpfaffenhofen. In der dann notwendig gewordenen Stichwahl am 16. März 2008 setzte sich Manfred Walter (SPD) gegen Michael Hauser von der CSU mit rund 58,6 % der Stimmen durch, Hauser erhielt 41,4 %. Am 1. Mai 2008 trat Manfred Walter (SPD) die Nachfolge von Thomas Reich an. Die SPD stellt somit erstmals seit 60 Jahren den Bürgermeister in Gilching.
| Amtszeit  | Bürgermeister  | Partei |
| --------- | -------------- | ------ |
| 1946–1948 | Johann Simon   | CSU    |
| 1948–1956 | Josef Bartl    | SPD    |
| 1956–1972 | Johann Krammer | ÜP     |
| 1972–1990 | Heinrich Will  | CSU    |
| 1990–1996 | Hans Ostermair | FW     |
| 1996–2008 | Thomas Reich   | FW     |
| seit 2008 | Manfred Walter | SPD    |

### Gemeinderat
|  | Gemeinderatswahl Gilching 2020Wahlbeteiligung: 58,8 % 3020100 25,823,722,312,98,56,9n. k. CSUSPDGrüneFWBfGeFDPÖDPGewinne und Verlusteim Vergleich zu 2014 %p 10 8 6 4 2 0 −2 −4 −6−3,2−3,7+9,9−2,7+2,4+2,7−5,3CSUSPDGrüneFWBfGFDPÖDPAnmerkungen:e Bürger für Gilching | Sitzverteilung im Gemeinderat Gilching 2020Insgesamt 24 Sitze - SPD: 6 - Grüne: 5 - BfG: 2 - FW: 3 - FDP: 2 - CSU: 6 |

| Jahr | CSU | SPD | Grüne | FWG | ÖDP | BfG | FDP | gesamt | Wahlbeteiligung |
| ---- | --- | --- | ----- | --- | --- | --- | --- | ------ | --------------- |
| 2020 | 6   | 6   | 5     | 3   | 0   | 2   | 2   | 24     | 58,8 %          |
| 2014 | 7   | 7   | 3     | 4   | 1   | 1   | 1   | 24     | 52,8 %          |
| 2008 | 8   | 5   | 4     | 4   | 1   | 1   | 1   | 24     | 60,5 %          |
| 2002 | 8   | 3   | 1     | 10  | 2   | 0   | 0   | 24     | 61,3 %          |

BfG = Bürger für Gilching

FWG = Freie Wählergemeinschaft

### Ergebnisse bei Landtagswahlen
Quelle: Bayerisches Landesamt für Statistik und Datenverarbeitung; Statistik kommunal 2010
| Jahr | CSU    | SPD    | Grüne  | FW     | FDP    | AfD    | Sonstige | Wahlbeteiligung |
| ---- | ------ | ------ | ------ | ------ | ------ | ------ | -------- | --------------- |
| 2023 | 33,4 % | 8,1 %  | 20,5 % | 16,7 % | 4,6 %  | 10,0 % | 6,6 %    | 78,0 %          |
| 2018 | 31,1 % | 14,2 % | 22,2 % | 11,2 % | 6,8 %  | 7,6 %  | 6,8 %    | 78,0 %          |
| 2013 | 45,4 % | 25,7 % | 10,2 % | 6,0 %  | 4,8 %  |        | 7,9 %    | 69,4 %          |
| 2008 | 33,2 % | 24,2 % | 13,3 % | 7,5 %  | 12,4 % |        | 9,3 %    | 63,2 %          |
| 2003 | 58,1 % | 17,5 % | 11,4 % | 4,9 %  | 3,8 %  |        | 4,3 %    | 62,2 %          |
| 1998 | 47,5 % | 19,7 % | 8,4 %  | 15,4 % | 2,4 %  |        | 6,8 %    | 72,9 %          |
| 1994 | 48,9 % | 28,4 % | 9,0 %  | n/a    | 4,3 %  |        | 9,3 %    | 70,8 %          |
| 1990 | 50,4 % | 23,0 % | 10,2 % | n/a    | 8,9 %  |        | 7,6 %    | 67,7 %          |
| 1986 | 52,2 % | 23,1 % | 12,8 % | n/a    | 7,3 %  |        | 4,6 %    | 71,4 %          |

### Ehrenbürger
Seit 1989 vergibt die Gemeinde eine Ehrenbürgerschaft. Damit ausgezeichnet wurde der ehemalige Erste Bürgermeister Johann Krammer, der 1989 als Erster diese Auszeichnung erhielt. 1993 wurde Rudolf Schicht, der 40 Jahre für die SPD im Gemeinderat saß, davon 18 Jahre als Dritter Bürgermeister, die Ehrenbürgerwürde verliehen. Schicht hat sich zudem als Heimatforscher und Ortschronist große Verdienste um die Gemeinde erworben. Im Jahr 2002 wurde auch dem ehemaligen Ersten Bürgermeister Heinrich Will (CSU) diese Ehrung zuteil.

### Wappen
| Wappen von Gilching | Blasonierung: „In Rot eine goldene Glocke.“ |
| Wappen von Gilching | Wappenbegründung: Das Wappen zeigt in stilisierter Form die sogenannte Arnoldusglocke aus dem 12. Jahrhundert, die in der Pfarrkirche St. Vitus in Gilching hängt und zu den ältesten Glocken Deutschlands gehört. Sie wurde im Auftrag des Pfarrers Arnoldus von Gilching um 1170 gegossen. Die Farben Rot und Gold wurden zur Unterscheidung von dem ähnlichen Wappen der Stadt Mindelheim (über blauen Wellen in Silber eine schwarze Glocke) gewählt. Das Wappen ist das Ergebnis eines Preisausschreibens der Gemeinde vom Herbst 1951, an dem sich alle Einwohner beteiligen konnten. Auf besonderen Wunsch der Gemeinde wurde noch die Jahreszahl 804 in das Dienstsiegel der Gemeinde aufgenommen, die an das Jahr der urkundlichen Erstnennung Gilchings erinnert. Dieses Wappen wird seit 1952 geführt. |

### Gemeindepartnerschaft
Seit 1989 pflegt Gilching eine Partnerschaft mit der italienischen Kleinstadt Cecina.

## Sonderflughafen Oberpfaffenhofen
Ein Teil des Gemeindeteils Neugilching ist dem aus den Flugbewegungen des seit 1938 in Betrieb befindlichen Sonderflughafen Oberpfaffenhofen resultierenden Fluglärm ausgesetzt. Aufgrund dieser Problematik sind mehrere Bürgerinitiativen entstanden. Künftig soll der Flughafen zusätzlich für den so genannten „qualifizierten Geschäftsreiseflugverkehr“ und damit der Allgemeinen Luftfahrt geöffnet werden. Die endgültige Entscheidung zur Erweiterung des Flugbetriebes steht noch aus.

## Kultur

### Schulen

#### Grundschulen
- Arnoldus-Grundschule
- James-Krüss-Grundschule
- Montessorischule

#### Mittelschule
- Mittelschule Gilching

#### Gymnasium
- Christoph-Probst-Gymnasium

#### Weitere Bildungseinrichtungen
Gilching besitzt außerdem eine Volkshochschule sowie eine Musikschule.

### Kirchen

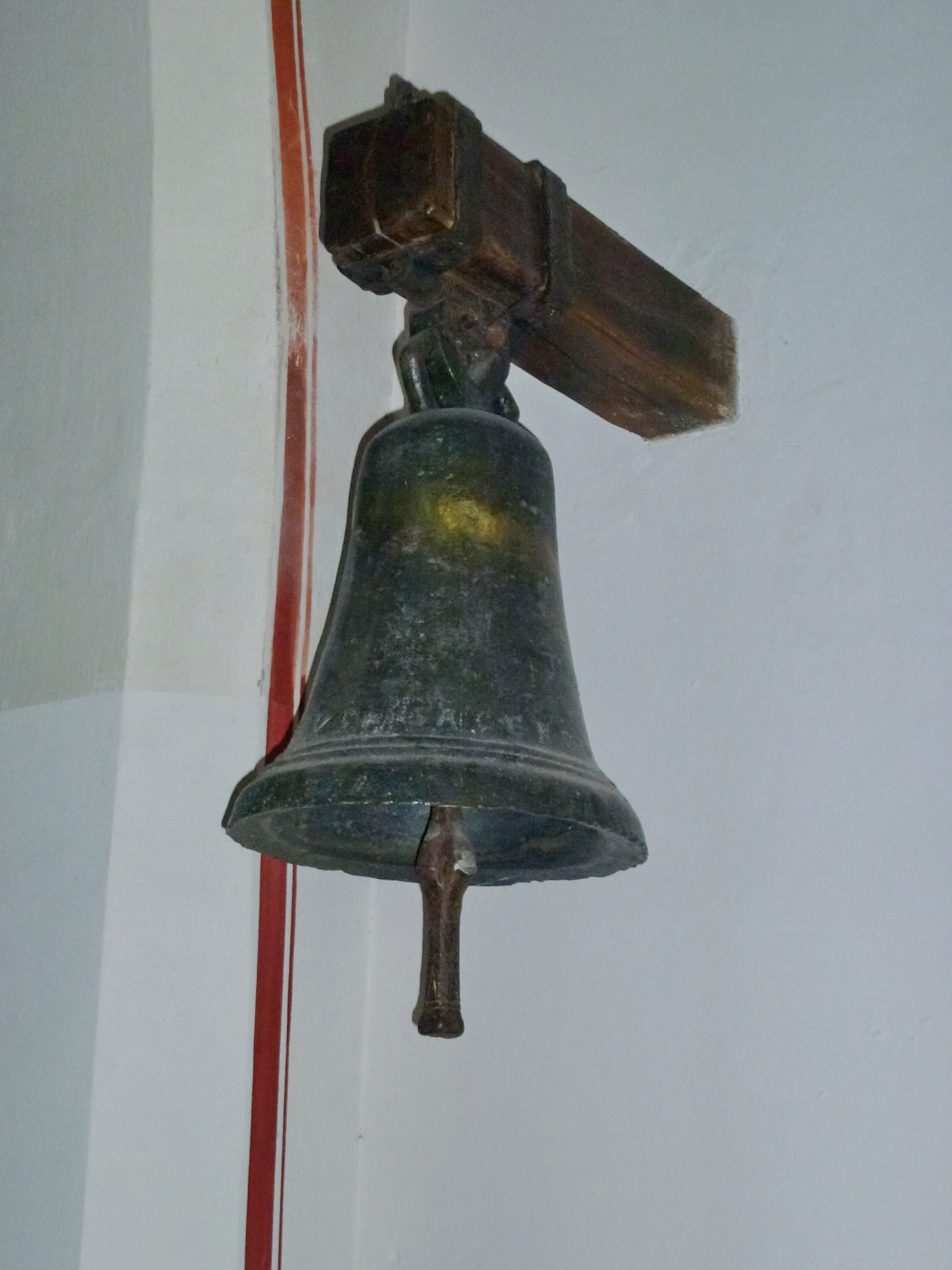
Arnoldusglocke

Die heutige Kirche St. Vitus wurde 1709 erbaut und erhielt 1838 ihre heutige Gestalt. Durch einen Bombentreffer waren nach dem Zweiten Weltkrieg Sanierungen notwendig. Besonders bedeutsam ist die Arnoldusglocke, die sich auch im Wappen der Gemeinde findet.
Im Jahr 1963 wurde die St. Sebastian-Kirche eingeweiht. Ihr Kirchenpatron geht auf eine 250 Jahre lang bestehende Sebastiansgemeinschaft zurück.
Dazu befinden sich auf dem Gemeindegebiet noch die katholischen Filialkirchen Mariä Heimsuchung in Geisenbrunn, St. Ägidius in Sankt Gilgen und St. Nikolaus in Argelsried. Zudem gibt es die evangelischen Kirchen St. Johannes und eine Neuapostolische Kirche.

### Sehenswürdigkeiten

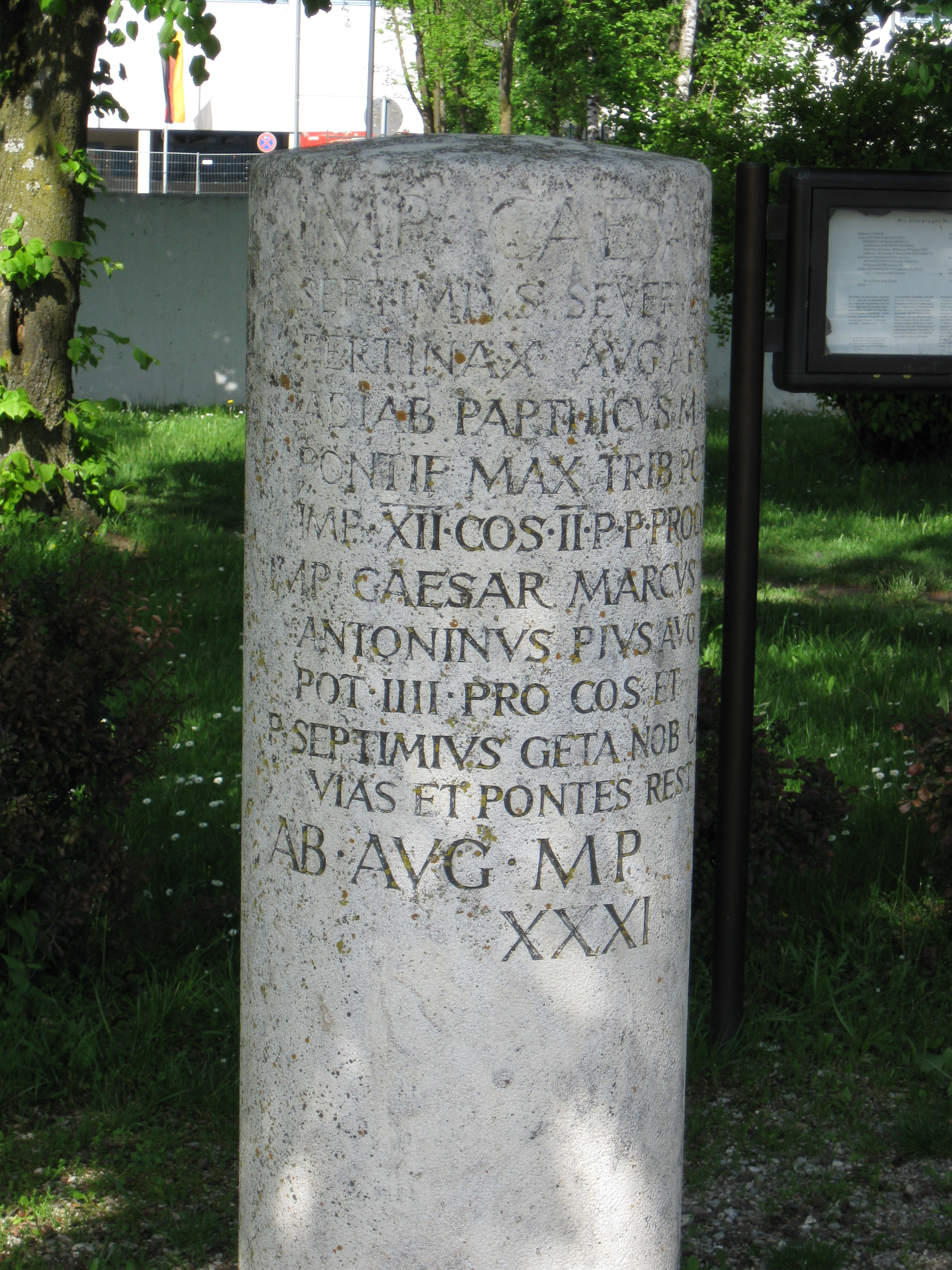
Römischer Meilenstein (Kopie) im Ortszentrum

Durch den Ort führt ein Teil der Römerstraße, die Via Julia, welche Augsburg mit Salzburg verband. Im Zentrum Argelsrieds ist die Kopie eines römischen Meilensteins mit eingemeißelter lateinischer Meilen- und Wegweisungsangabe nach Augusta Vindelicorum zu besichtigen.
Im Wersonhaus wird in der Dauerausstellung SchichtWerk-Zeitreisen exemplarisch für Oberbayern der Übergang von der Spätantike ins Frühmittelalter gezeigt.
2005 stiftete die örtliche Pax-Christi-Gruppe den Friedenspfahl am Bahnhof Gilching-Argelsried. Auf seinen fünf Seiten ist die Aufschrift „Möge Friede auf Erden sein“ in den am häufigsten in Gilching gesprochenen Sprachen wiedergegeben. Als Vorbild diente der 1955 vom japanischen Lehrer, Dichter und Philosophen Goi Masahisa geschaffene Friedenspfahl.
Im nahe gelegenen Waldabschnitt zur Gemeinde Schöngeising hin sind keltische Hügelgräber und Überreste von Keltenschanzen zu besichtigen.
Im Jahr 1858 wurde erstmals ein Kreuzweg geschaffen. Dieser wurde 1993 von Gilching (Beginn: Rottenrieder Str.) durch das Wildmoos zum Jexhof und weiter bis Grafrath-Unteralting wieder hergestellt. Die 15. Station in Unteralting kam 1995 hinzu, um den Kreuzweg näher am Wallfahrtsziel enden zu lassen.

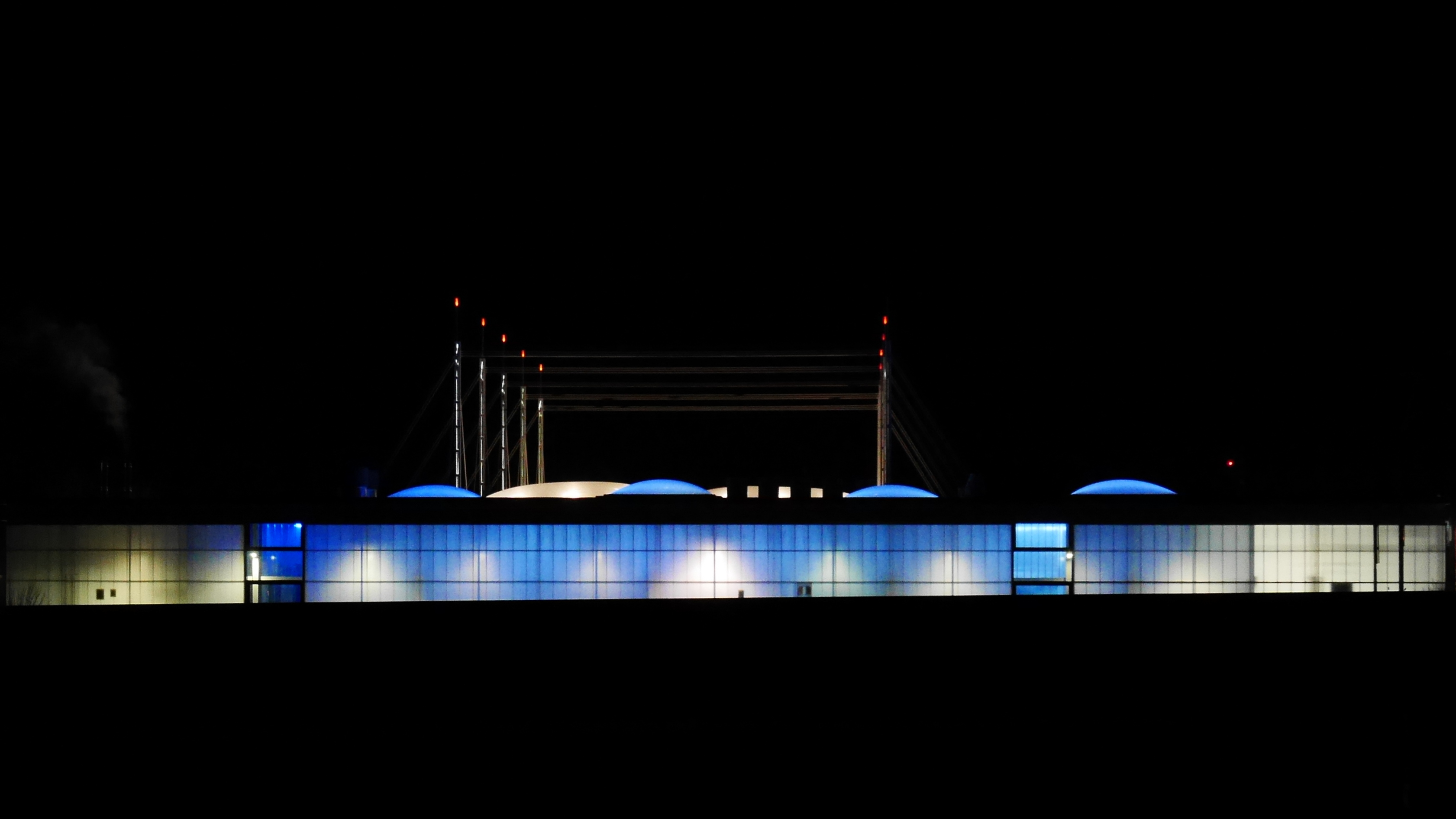
Allguth-Tankstelle Gilching Rückseite

Als architektonisch besonders gelungen wird die Allguth-Tankstelle an der Landsberger Straße von Lydia Haack + John Höpfner aus München gewürdigt, die insbesondere in der Dämmerung durch das beleuchtete schwebende Pylondach wie eine Lichtskulptur wirkt.

### Freiwillige Feuerwehr

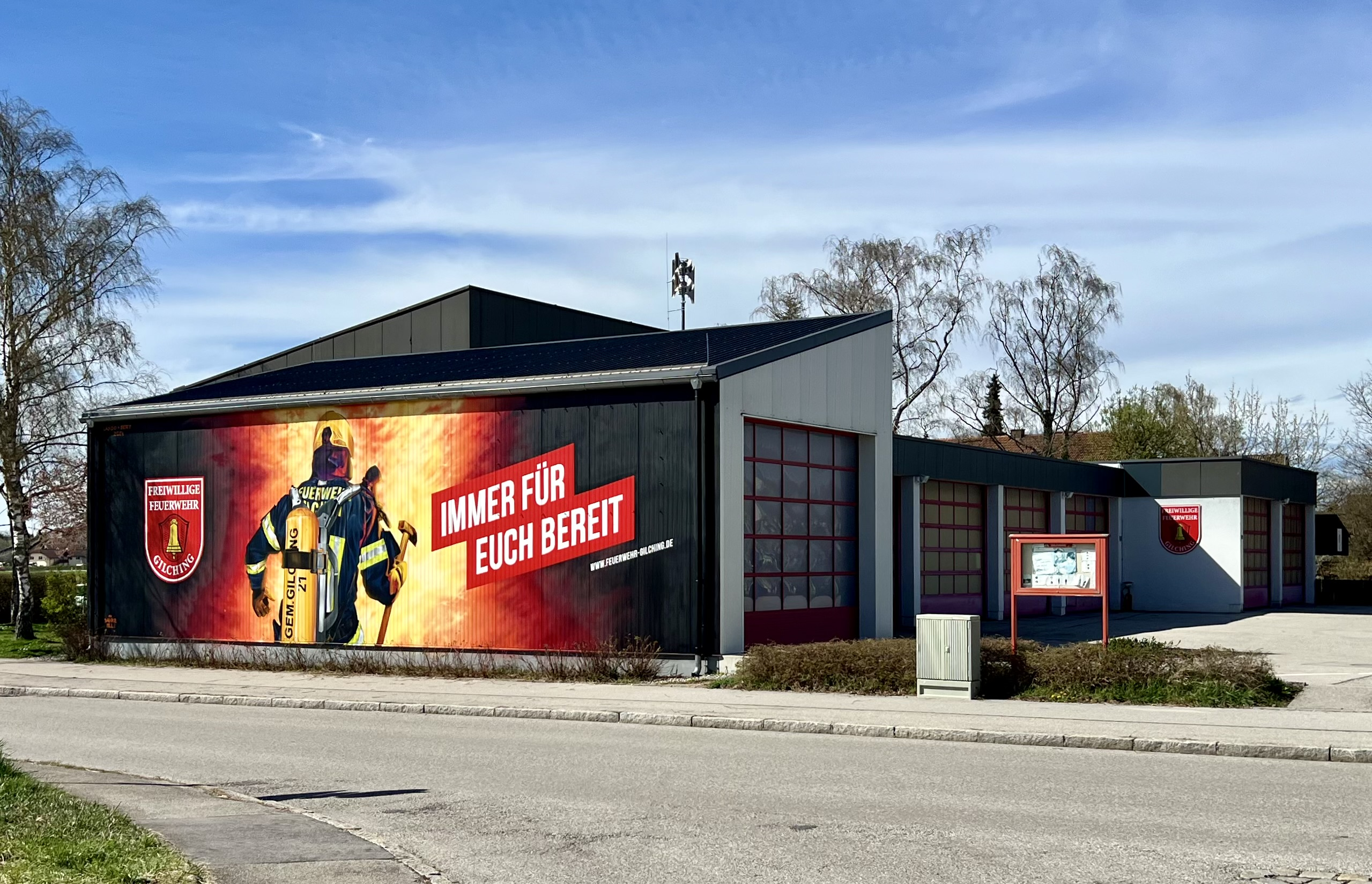
Feuerwache Gilching mit Graffiti von Lando und Bert

Die Freiwillige Feuerwehr wurde 1873 gegründet und aus unbekannten Gründen 1881 in eine Pflichtfeuerwehr umgewandelt. Bereits 1897 wurde ein Feuerwehrhaus in der Pfarrhofgasse bezogen. Im Zweiten Weltkrieg fielen acht Aktive und aufgrund Personalmangels wurde erneut eine Pflichtwehr eingeführt. Im Jahr 1956 wurde die alte Spritze gegen ein motorisiertes Fahrzeug getauscht. Dem folgten im nächsten Jahrzehnt weitere Löschfahrzeuge. Aus Platzgründen zog die Feuerwehr 1968 auf das Gelände des Bauhofs. Die Gemeinde plant für 18 Millionen Euro ein neues Feuerwehrhaus zu bauen, bei dem für Frühjahr 2025 der Spatenstich geplant ist. Anfang 2024 hatte die Wehr 94 Aktive und 38 jugendliche Mitglieder.

## Wirtschaft
Im Ort Gilching gibt es vier Gewerbegebiete. Der Gewerbepark Nord besteht seit den 1970er Jahren, der Gewerbepark Süd liegt seit 2003 südlich der A 96 und beherbergt auch ein Fachmarktzentrum mit Einkaufsmöglichkeiten. Der Gewerbepark West liegt in unmittelbarer Nachbarschaft zum Sonderflughafen Oberpfaffenhofen sowie zum Deutschen Zentrum für Luft- und Raumfahrt (DLR). Der Gewerbepark Ost wird zurzeit entwickelt und liegt nördlich der Autobahnausfahrt Gilching. 
Außerdem hat Gilching Anteil am gemeindeübergreifenden Air Tech Campus Oberpfaffenhofen.

## Verkehr
Der Ort Gilching liegt an der A 96 München–Lindau und besitzt zwei Anschlussstellen Gilching und Oberpfaffenhofen/Gilching-West. Die Staatsstraße 2069 Starnberg–Fürstenfeldbruck läuft zum Teil auf der historischen Trasse der Via Julia durch das Gemeindegebiet.
Seit 1903 wird Gilching von der Bahnstrecke Pasing–Herrsching durchquert. Im Gemeindegebiet befinden sich entlang der Strecke der Haltepunkt Geisenbrunn, der Bahnhof Gilching-Argelsried und der 1972 eröffnete Haltepunkt Neugilching. Seit 1972 hat Gilching S-Bahn-Anschluss, es verkehrt die Linie S 8 zwischen Herrsching und dem Flughafen München. Die Fahrzeit in die Münchner Innenstadt beträgt etwa 40 Minuten, nach Herrsching etwa 20 Minuten.
Neben den Gemeinden Aying (vier Stationen), Maisach, Pullach und der Stadt Erding  hat die Gemeinde Gilching (je drei Stationen) mit die meisten S-Bahn-Halte einer Kommune außerhalb der Stadt München im MVV.
| Linie | Linienverlauf |
| ----- | --- |
| S8    | Herrsching – Seefeld-Hechendorf – Steinebach – Weßling – Neugilching – Gilching-Argelsried – Geisenbrunn – Germering-Unterpfaffenhofen – Harthaus – Freiham – Neuaubing – Westkreuz – Pasing – Laim – Hirschgarten – Donnersbergerbrücke – Hackerbrücke – Hauptbahnhof – Karlsplatz (Stachus) – Marienplatz – Isartor – Rosenheimer Platz – Ostbahnhof – Leuchtenbergring – Daglfing – Englschalking – Johanneskirchen – Unterföhring – Ismaning – Hallbergmoos – Flughafen Besucherpark – Flughafen München |
| S5    | Kreuzstraße – Großhelfendorf – Peiß – Aying – Dürrnhaar – Höhenkirchen-Siegertsbrunn – Wächterhof – Hohenbrunn – Ottobrunn – Neubiberg – Neuperlach Süd – Perlach – Giesing – St.-Martin-Straße – Ostbahnhof – Rosenheimer Platz – Isartor – Marienplatz – Karlsplatz (Stachus) – Hauptbahnhof – Hackerbrücke – Donnersbergerbrücke – Hirschgarten – Laim – Pasing (– Westkreuz – Neuaubing – Freiham – Harthaus – Germering-Unterpfaffenhofen – Geisenbrunn – Gilching-Argelsried – Neugilching – Weßling)  |

### ÖPNV
Gilching wird durch mehrere Regionalbuslinien des MVV erschlossen. Regionalbusverbindungen bestehen nach Weßling (Linie 957), Gauting (Linie 949) sowie zum Dornierwerk/DLR (auch 949). In Gilching halten auch die Expressbusse X 900 (Fürstenfeldbruck – Starnberg) sowie X 910 (Weßling – Klinikum Großhadern).
| Linie | Linienverlauf                                                                                        | Verkehrsunternehmen |
| ----- | --- | ------------------- |
| X900  | Buchenau – Fürstenfeldbruck – Gilching-Argelsried – Starnberg                                        | Amperbus GmbH       |
| 957   | Gilching-Argelsried – Neugilching – DLR – Weßling                                                    | Demmelmair          |
| 949   | Gilching-Argelsried – Gauting                                                                        | Demmelmair          |
| 8500  | Ruftaxi Fürstenfeldbruck – Alling – Eichenau – Puchheim Ort – Germering-Unterpfaffenhofen – Gilching | Geldhauser          |

## Persönlichkeiten
- Joseph Ratzinger (1927–2022), ehemaliger Papst, arbeitete 1944 in der Ortstelefonzentrale als örtlicher Telefonatsvermittler und Flakhelfer.[26]
- James Krüss (1926–1997), Dichter und Schriftsteller, lebte von 1960 bis 1966 in Gilching, wo er 16 Kinderbücher schrieb.
- Georg Heigl (1931/32–2006), Fußballfunktionär, lebte zuletzt in Gilching und ist im Ortsteil Argelsried bestattet.
- Markus Babbel (* 1972), Fußballer und Nationalspieler, lebte seit seiner Geburt in Gilching und spielte von seinem siebten bis neunten Lebensjahr in der Jugend des TSV Gilching-Argelsried.
- Mia Julia Brückner (* 1986), Sängerin und ehemalige Pornodarstellerin (Mia Magma), lebte in Gilching.

## Veranstaltungen
Einmal im Jahr fand das Gilchinger Volksfest auf dem Festplatz statt. Höhepunkt dabei war der traditionelle Einzug der Vereine in das Festzelt am Eröffnungstag.
Der Verein zur Förderung der Partnerschaft Cecina-Gilching veranstaltet alljährlich die „Italienische Woche“, diese findet auf dem neuen Gilchinger Marktplatz statt und wird meist von einem kulturellen Rahmenprogramm begleitet.